# Мозес Кор, Ева
Ева Мозес Кор (рум. Eva Mozes Kor; 31 января 1934, Порт, Сэлаж или США — 4 июля 2019, Краков) — румынская еврейка, пережившая опыты над людьми в концентрационном лагере Освенцим. Кор опубликовала две автобиографические книги, а также основала музей, посвященный истории нацистских экспериментов.

## Биография
Ева Мозес родилась в деревне Порт коммуны Марка жудеца Сэлаж, находящегося в Трансильвании. Отцом Евы был Александр Мозес, матерью — его жена Яффа. Кроме сестры-близнеца Мириам у Евы были две старшие сестры Эдит и Алис[≡].
В 1944 году семья Мозес была депортирована в Освенцим. Родителей и Эдит с Алис умертвили, Мириам и Еву же сразу отдали Йозефу Менгеле, проводившему опыты над близнецами. Доктор делал одному из близнецов инъекцию со смертельно опасными вирусами, и когда он умирал, умерщвляли его брата или сестру. Менгеле ввёл подобную инъекцию и Еве, сказав, что ей осталось жить 2 недели. Однако девочке удалось излечиться от заболевания. 27 января 1945 года Красная Армия освободила всех заключённых концлагеря, в том числе и сестёр Мозес.
После этого сёстры переехали в Израиль. Ева впоследствии переселилась в США, где устроилась работать риелтором. В 1960 году она вышла замуж за Майкла Кора, от которого родила двух детей Алекса и Рину[≡]. Мириам из-за проводимых над ней в детстве экспериментов страдала болезнью почек, и хотя Ева пожертвовала сестре одну из своих собственных почек, Мириам умерла в 1993 году.
После смерти сестры Мозес Кор решила отправиться в Германию, чтобы публично объявить о том, что она решила простить всех людей, виновных в Холокосте. Она лично встретилась с нацистским врачом Гансом Мюнхом. В 1995 году Мозес Кор основала музей CANDLES («Свечи»), что расшифровывается как Children of Auschwitz Nazi Deadly Lab Experiments Survivors («Дети переживших смертельные лабораторные эксперименты в Освенциме»)[≡].
В 2006 году о Мозес Кор был снят документальный фильм «Простить доктора Менгеле».
4 июля 2019 года Кор умерла в Кракове, Польша, сопровождая группу "CANDLES" в просветительской поездке в Освенцим. Ей было 85 лет. Она совершала эту поездку ежегодно, чтобы делиться своими детскими воспоминаниями и проводить экскурсии в качестве выжившего узника концентрационного лагеря.